# Trinity Square (Toronto)
Pour l’article homonyme, voir Trinity Square (Londres).

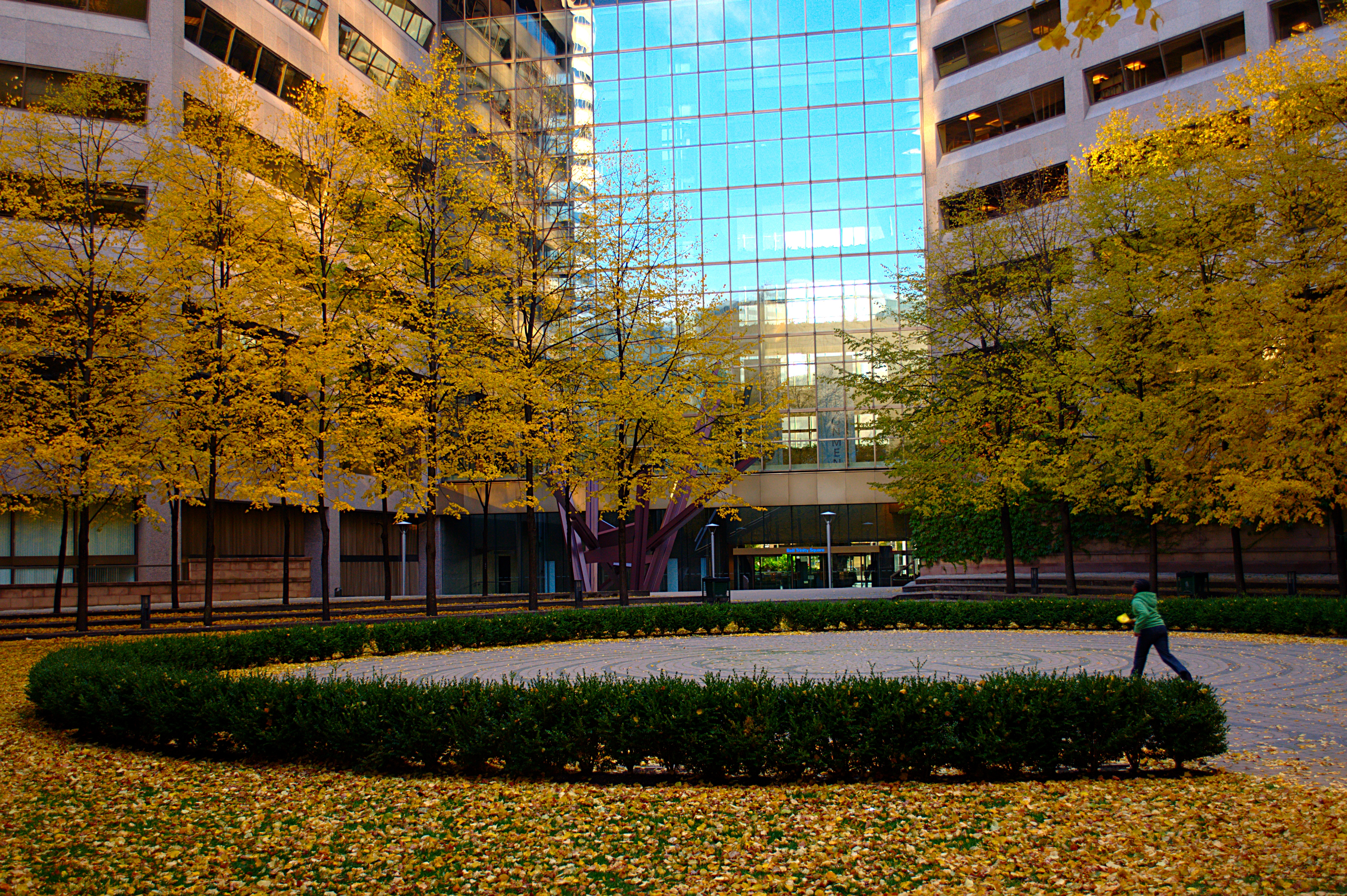
Le labyrinthe à l'automne.

Trinity Square est une place située au centre-ville de Toronto au Canada. Son ouvrage majeur est l'Église de la Sainte-Trinité. On y trouve aussi une fontaine et un labyrinthe.

## Histoire
La place était autrefois le domaine Terauley appartenant à John Simcoe Macaulay. Il vendit sa maison en 1845 et fit don du terrain pour la construction de Église de la Sainte-Trinité. En 1900 l'espace autour de l'église fut utilisé pour construire le Eaton's Annex, un immeuble de bureaux.
Dans les années 1970 l'immeuble fut ravagé par le feu puis démoli. Il fut alors question de démolir l'église afin de permettre l’expansion du centre commercial avoisinant. Cependant, après les protestations des paroissiens, le plan du centre commercial fut revu et l'église conservée. Ces protestations permirent aussi d'empêcher la disparition de l'ancien hôtel de ville de Toronto situé au sud de la place.

## Architecture
La place est pavée d'une combinaison de pièce de granit et de pavés préfabriqués. 
Un labyrinthe se trouve au centre la place. Il est composé d'un seul chemin et n'a pas de cul-de-sac. Il a été construit sur le modèle du labyrinthe présent sur le sol de la Cathédrale Notre-Dame de Chartres en France. Il se situe à l'emplacement d'un ancien cours d'eau dont plusieurs bloques de granit rappellent la présence.